# Valverde-Enrique
Valverde-Enrique – gmina w Hiszpanii, w prowincji León, w Kastylii i León, o powierzchni 35,9 km². W 2011 roku gmina liczyła 189 mieszkańców.